# Emmy Albus
Emmy Albus, po mężu Liersch (ur. 13 grudnia 1911 w Bramen, obecnie Wuppertal, zm. 20 września 1995 w Berlinie) – niemiecka lekkoatletka, sprinterka, mistrzyni Europy z 1938.
Zajęła 6. miejsce w biegu na 100 metrów na igrzyskach olimpijskich w 1936 w Berlinie, natomiast w sztafecie 4 × 100 metrów (która biegła w składzie: Albus, Käthe Krauß, Marie Dollinger i Ilse Dörffeldt) ustanowiła w eliminacjach rekord świata czasem 46,4 s. Sztafeta niemiecka prowadząc w finale zgubiła pałeczkę i nie ukończyła biegu.
Na mistrzostwach Europy w 1938 w Wiedniu Albus zdobyła złoty medal w sztafecie 4 × 100 metrów (w składzie Josefine Kohl, Krauß, Albus i Ida Kühnel, a w biegu na 100 metrów zajęła 6. miejsce.
Ustanowiła trzy rekordy świata: w sztafecie 4 × 100 metrów 46,5 s (21 czerwca 1936, Kolonia, Albus, Krauß, Dollinger i Grete Winkels) i 46,4 s (8 sierpnia 1936, Berlin, Albus, Krauß, Dollinger i Dörffeldt) oraz w sztafecie 4 × 200 metrów 1:45,3 (19 czerwca 1938, Chociebuż, Albus, Dörffeldt, Dora Voigt i Anneliese Müller).
Była mistrzynią Niemiec w sztafecie 4 × 100 metrów w 1937 i 1938, a w biegu na 100 metrów wicemistrzynią w 1938 i brązową medalistką w 1936.
Rekord życiowy Albus w biegu na 100 metrów wynosił 11,9 s, ustanowiony 19 sierpnia 1936 w Wuppertalu, a w biegu na 200 metrów 26,0, ustanowiony 25 sierpnia 1935 w Dreźnie.

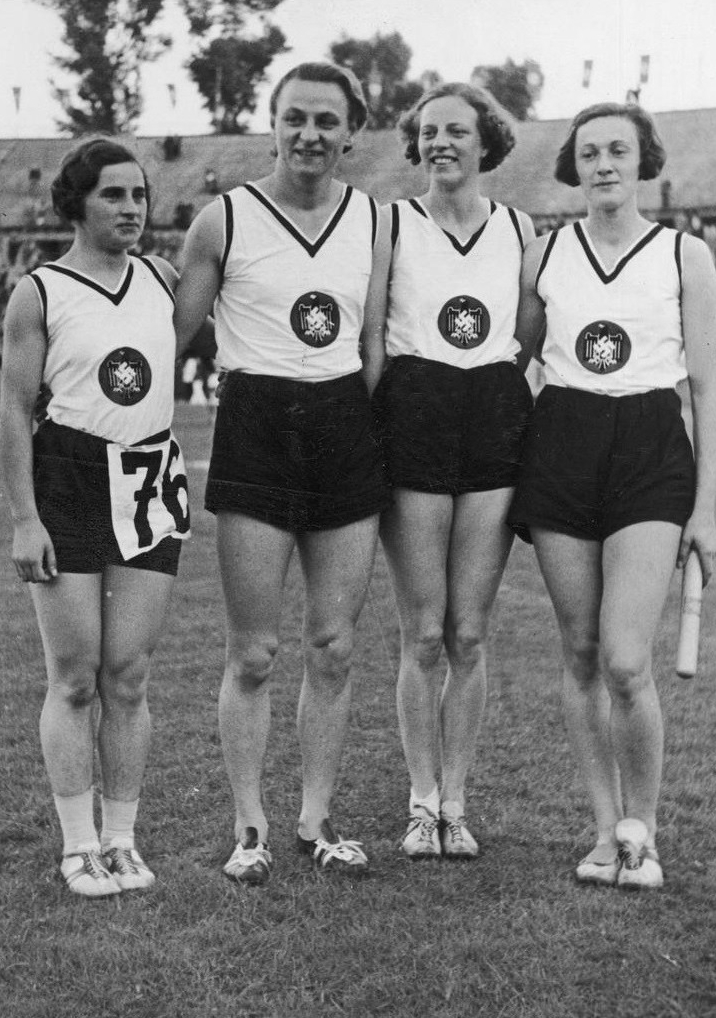
Zwycięska sztafeta z ME 1938. Od lewej: Kohl, Krauß, Albus, Kühnel